# Короткомордый кенгуру
Короткомордый кенгуру, или тасманийский крысиный кенгуру (лат. Bettongia gaimardi) — вид сумчатых млекопитающих из семейства кенгуровых.
Видовое название дано в честь французского натуралиста Жозефа-Поля Гемара (1796—1858).

## Описание
Длина тела 26—46 см. Длина хвоста 26—31 см. Вес в среднем 1,5 кг. Своим обликом и строением напоминают широкомордых крысиных кенгуру. Носовое зеркало красноватого цвета. Уши укороченные и округлые.